# ماسايا أندو
ماسايا أندو (باليابانية: 安藤正哉) هو مصارع رياضي ياباني، ولد في 23 فبراير 1960.

## وصلات خارجية
- ماسايا أندو على موقع قاعدة بيانات المصارعة الدولية (الإنجليزية)
- ماسايا أندو على موقع أوليمبيديا (الإنجليزية)